# Sompa (Jõhvi)
Koordinaten: 59° 21′ N, 27° 21′ O
Sompa (deutsch Sompäh) ist ein Dorf (estnisch küla) in der Landgemeinde Jõhvi (Jõhvi vald). Es liegt im Kreis Ida-Viru (Ost-Wierland) im Nordosten Estlands.

## Beschreibung und Geschichte
Das Dorf hat 83 Einwohner (Stand 1. Januar 2012).
Das Dorf Aue auf dem heutigen Territorium Sompas wurde bereits im 13. Jahrhundert urkundlich erwähnt. Der Ort Sompa ist erstmals für das Jahr 1420 nachgewiesen.
Das Dorf entstand in seinen heutigen Grenzen 1977 durch die Zusammenlegung der Kleinstdörfer Sompa-Aruserva, Sompa-Sininõmme, Sompa-Vanaküla (Aue) und Sompa asundus (Sompa-Jaamaküla).
Durch den Ort führt die Eisenbahntrasse, die Tallinn mit der russischen Hauptstadt Sankt Petersburg verbindet.

## Rittergut von Sompa
Das Rittergut Sompa ist ab 1496 verzeichnet. Das historische Herrenhaus wurde in der Zwischenkriegszeit zerstört.